# 361
| [ Edytuj tabelę ] |                                                     |
| Władca Guptów     | - 330 Samudragupta 375                              |
| Władca Korei      | - 331 Kogugwŏn 371                                  |
| Papież            | - 352 Liberiusz 366 - 355 Feliks II 365             |
| Król Persji       | - 309 Szapur II 379                                 |
| Cesarz Rzymu      | - 337 Konstancjusz II 361 - 361 Julian Apostata 363 |
| Król Wandalów     | - 359 Godigisel 406                                 |

Rok 361 / CCCLXI
stulecia: III wiek ~
IV wiek ~
V wiek

lata: 351 «
356 «
357 «
358 «
359 «
360 «
361
» 362
» 363
» 364
» 365
» 366
» 371

## Wydarzenia
- 3 listopada – Flawiusz Julian został cesarzem rzymskim po śmierci Konstancjusza. Próbował on doprowadzić do odrodzenia dawnej politeistycznej religii rzymskiej.
- 11 grudnia – Flawiusz Julian wkroczył do Konstantynopola, zapewniając sobie w ten sposób władzę nad całym Cesarstwem rzymskim.
- Marcin z Tours założył w Ligugé pierwszy klasztor w Galii.
- Salustios został mianowany prefektem rzymskiego Wschodu.
- Przywrócenie granicy Cesarstwa rzymskiego na Renie.

## Zmarli
- 3 listopada – Konstancjusz II, cesarz rzymski.
- Wang Xizhi, chiński mistrz kaligrafii (ur. 303).